# Bacteroides
Bei der Gattung Bacteroides (Syn.: Capsularis Prévot 1938, Bacteroidacea) handelt es sich um anaerobe, pleomorphe, gramnegative Stäbchenbakterien, die zur Normalflora der Schleimhäute des menschlichen Intestinaltraktes gehören.

## Merkmale
Die Vertreter der Gattung Bacteroides sind obligat anaerob, sie wachsen nur bei Abwesenheit von Sauerstoff. Sie bilden keine Sporen aus und ihr Stoffwechselweg ist die Fermentation. Sie verwerten verschiedene Zucker in einer Gärung und bilden dabei v. a. Acetat und Succinat. Einige Bacteroides-Arten können auch Citrat verwerten, als Gärungsprodukte entstehen u. a. Acetat und Formiat.
Viele Arten der Gattung Bacteroides enthalten als Besonderheit einen hohen bis überwiegenden Anteil verzweigter Fettsäureketten in ihren Lipidmembranen. Ein weiteres Merkmal ist die Produktion von Sphingolipiden.

## Vorkommen
Bacteroides spp. kommen im Darm, Genitaltrakt und Oropharynx des Menschen vor. Im Dickdarm des Menschen befinden sich etwa 1011 Individuen je Gramm Stuhl, damit ist Bacteroides die dort zahlenmäßig dominierende Bakterien-Gattung. Das Vorkommen der Bacteroides-Arten in den Faeces ist bei einigen Spezies als Bestandteil ihres Namens vermerkt, beispielsweise Bacteroides faecis, Bacteroides caccae oder Bacteroides coprophilus.

## Systematik
Einige Arten der Gattung:
- Bacteroides caccae Johnson et al. 1986
- Bacteroides coprophilus Hayashi et al. 2007
- Bacteroides faecichinchillae Kitahara et al. 2012
- Bacteroides faecis Kim et al. 2010
- Bacteroides fragilis (Veillon & Zuber 1898) Castellani & Chalmers 1919 (Typusart)
- Bacteroides intestinalis Bakir et al. 2006
- Bacteroides pectinophilus Jensen & Canale-Parola 1987
- Bacteroides thetaiotaomicron (Distaso 1912) Castellani & Chalmers 1919
- Bacteroides vulgatus Eggerth & Gagnon 1933
- Bacteroides xylanolyticus Scholten-Koerselman et al. 1988

Zahlreiche Arten, die an Entzündungen der Zahnwurzel beteiligt sind oder der Mundflora angehören und früher zur Gattung Bacteroides gestellt wurden, sind der Gattung Prevotella (in der Familie der Prevotellaceae) zugeordnet worden (Stand 2013), z. B. Bacteroides oralis ist nun Prevotella oralis, Bacteroides denticola wird nun korrekt als Prevotella denticola bezeichnet.

## Medizinische Bedeutung
Durch Bacteroides-Arten werden auch Infektionen verursacht. Dabei handelt es sich fast ausschließlich um endogene Infektionen, da diese Bakterien nur geringe Pathogenität aufweisen. Sie verursachen vor allem Peritonitis, intraabdominelle Abszesse und Leberabszesse, des Weiteren Hirnabszesse (bei Mastoiditis), Aspirationspneumonie, Tuboovarial-Abszesse, Bakteriämie und Sepsis. Zur Behandlung geeignete Antibiotika sind Metronidazol, Ampicillin-Sulbactam und Amoxicillin-Clavulansäure, alternativ auch Imipenem und (wenn sensibel) Clindamycin. Penicillin sollte vermieden werden, da über 90 % der Bacteroides-Stämme resistent sind, und bei der empirischen Verwendung von Clindamycin sollte Vorsicht geboten sein, da 30 % der Bacteroides-Stämme resistent sind.

## Weiterführende Literatur
- Bacteroides vulgatus:
  - Tingting Zhang, Wei Wang, Jiayu Li, Xianlong Ye, Zhe Wang, Siyuan Cui, Shiwei Shen, Xinmiao Liang, Yong Q. Chen, Shenglong Zhu: Free fatty acid receptor 4 modulates dietary sugar preference via the gut microbiota. In: Nature Microbiology, 13. Januar 2025; doi:10.1038/s41564-024-01902-8 (englisch). Dazu:
    - Claudia Krapp: Darmbakterium heizt unsere Zuckerlust an: Wie Hormone aus Darm und Leber unseren Appetit auf Süßes steuern. Auf: scinexx.de vom 15. Januar 2025.
    - Carly Cassella: Scientists May Have Discovered a Natural Alternative to Ozempic. Auf: sciencealert vom 20. Januar 2025.